# 川島宇一郎

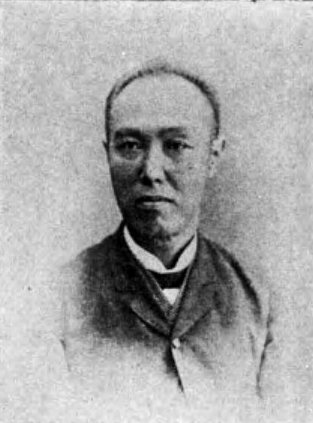
川島宇一郎

川島 宇一郎（かわしま ういちろう、1841年11月17日（天保12年10月5日） - 1904年（明治37年）12月15日）は、明治時代の滋賀県の政治家。

## 経歴
1841年11月17日（（旧暦）天保12年10月5日）、旗本（6,300余石）朽木之綱の家臣川島眞廣の一子として近江国高島郡長尾村（滋賀県高島郡広瀬村を経て現高島市）に生まれる。父は朽木家京都留守居役を勤め、宇一郎は京において巖垣月洲に漢学を修め、戸田栄之助に剣を習った。京より帰郷後自宅で近隣子弟に漢学を教えていたが、1875年（明治8年）高島郡第8区長となり、1879年（明治12年）4月20日、第一回滋賀県県議会開催に際し、宇一郎は高島郡選出県会議員として議員64名の一人に選ばれた。1880年（明治13年）5月第2代滋賀県議会副議長に、また滋賀県会議長に1881年（明治14年）5月第3代・1886年（明治19年）2月第5代・1890年（明治23年）3月第7代議長に互選された。
1890年（明治23年）7月1日、第1回衆議院議員総選挙に立候補し東大予備門の校長等を勤めた杉浦重剛が当選し宇一郎は次点で落選、しかし杉浦が翌年3月辞職したことから補欠選挙において当選し衆議院議員となった。1892年（明治25年）2月15日第2回同選挙にも当選したが、政党政治に移行する中第3回から第5回まで連続立候補するが政党に属さず落選した。1898年（明治31年）初の高島郡会選挙が行われ出馬し初代議長となり、1900年（明治33年）再度県会議員に立候補し当選した。この間、1897年（明治30年）高島銀行、1898年（明治31年）には滋賀県農工銀行設立に関与し、高島銀行頭取・滋賀県農工銀行取締役を歴任し、1904年（明治37年）12月15日に死去した。自宅に私塾を設け無償で漢書を教え、また塾生と政治について論じ、絶えず学問をすることの大切さを説いたと伝えられている。